# Agrypnus kawamurae
Agrypnus kawamurae là một loài bọ cánh cứng trong họ Elateridae. Loài này được Miwa miêu tả khoa học năm 1929.